# بردول
بردول هي قرية في مقاطعة شبستر، إيران. عدد سكان هذه القرية هو 322 في سنة 2006.